# Lutte sénégalaise
La lutte sénégalaise (njom en sérère, ; làmb en wolof) est un sport traditionnel très populaire au Sénégal, tout particulièrement dans les régions du Sine-Saloum (chez les Wolofs et Sérères,) et de la Casamance (chez les Diolas). On le pratique aussi en Gambie.
Sport de contact, la lutte sénégalaise intègre aussi la boxe, d'où l'appellation de « lutte avec frappe ». Le lutteur peut à la fois donner des coups et recourir au corps à corps pour terrasser son adversaire.

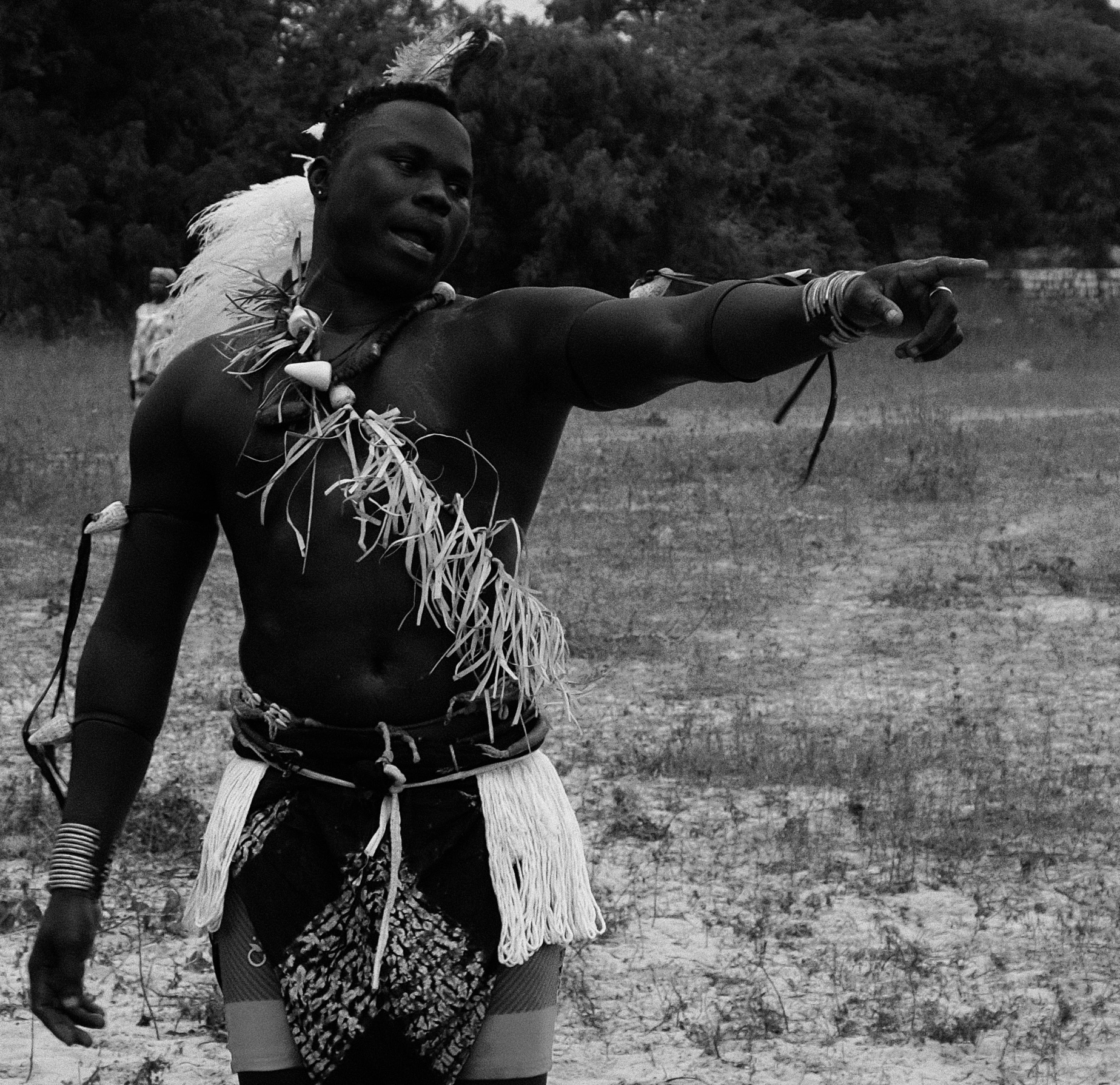
Lutteur traditionnel.

En plus de sa dimension sportive, elle intègre une dimension culturelle et folklorique (bakk), qui met en œuvre au travers d'animations la tradition culturelle sénégalaise.
Au départ sport amateur, la lutte sénégalaise est devenue un sport professionnel qui attire de plus en plus de jeunes sportifs et de spectateurs. Les cachets des lutteurs s'élèvent à des dizaines de millions de FCFA (centaine de milliers d'Euro). Les lutteurs sont regroupés en écuries et adhèrent à la fédération (Comité national de gestion de la lutte communément appelé CNG) qui est l'organe de gestion de ce sport,.
Au-delà de sa dimension sportive, la lutte sénégalaise ou lutte avec frappes intègre une dimension culturelle et folklorique. Les lutteurs tentent souvent d'intimider leurs adversaires avec le port de gris-gris ou en adoptant une certaine démarche lorsqu'ils entrent dans l'arène.

## Histoire

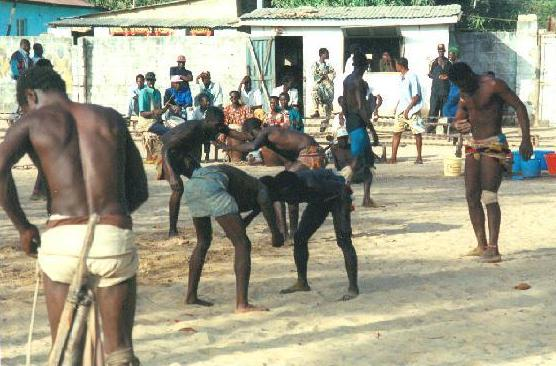
Combats dans un village de Gambie en 2003.

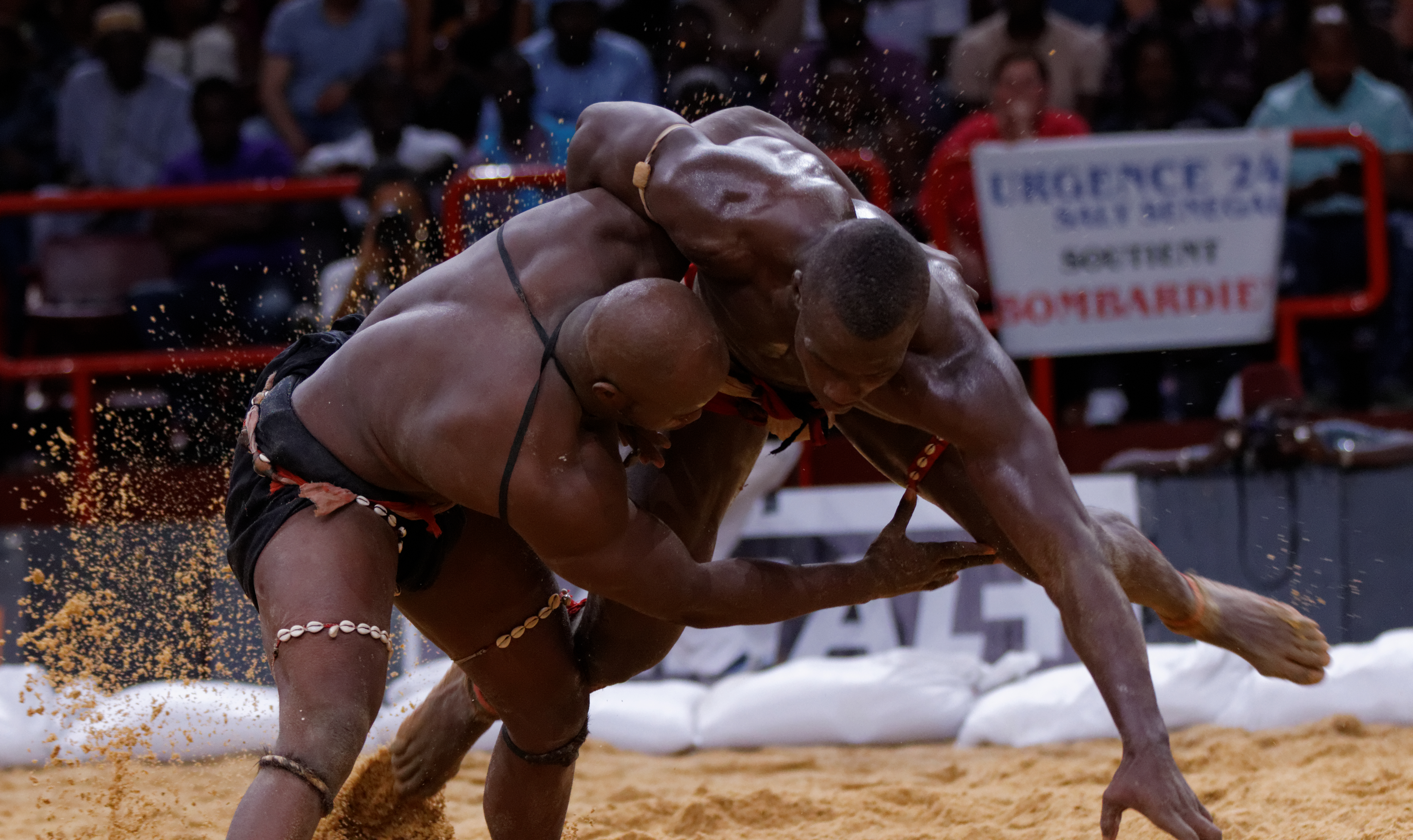
Mame Balla contre Pape Mor Lô à Paris-Bercy en 2013.

Traditionnellement, les premiers combats de lutte se déroulent après la saison des pluies et opposent les lutteurs de villages environnant dans des championnats appelés mbaapat. C'est le cas notamment dans les régions du nord, du Sine-Saloum chez les Sérères, et de la Casamance chez les Diolas. Le vainqueur du tournoi peut gagner et remporter avec lui du bétail, des céréales et d'autres biens en jeu.
Au fil du temps et du succès, les combats deviennent de plus en plus importants, les cachets des lutteurs aussi. C'est dans ces compétitions que naissent de grands champions.
De grands noms marquent l'histoire de la lutte sénégalaise : Falaye Baldé, Double Less, Mbaye Gueye (Tigre de Fass), son petit frère Moustapha Guèye, Manga 2 (Roi des Arènes) entre autres.
Avec l'avènement de Mouhamed Ndao (Tyson), la lutte prend son envol pour devenir un sport professionnel avec des cachets de millions de francs et un grand nombre de spectateurs. Aujourd'hui les combats sont de grands événements sportifs mobilisant les médias et l'attention des résidents et de la diaspora.

## Rituel

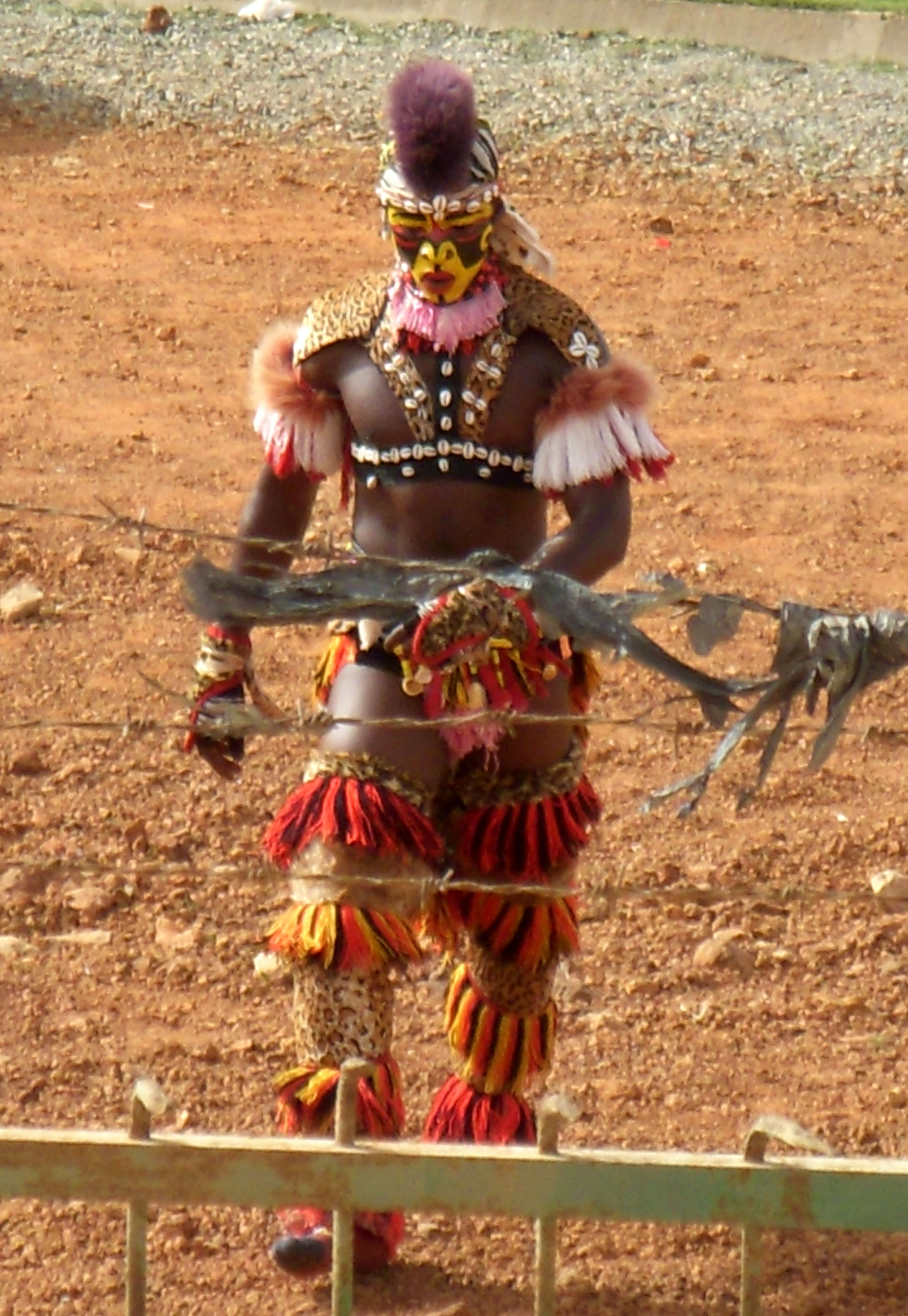
« Faux lion » avant le combat.

La lutte est auréolée de nombreux rituels, qui sont autant de chants de bravoure censés galvaniser les lutteurs. Tout cela est suivi par des cérémonies pour conjurer le mauvais sort avant chaque combat. Au-delà de la préparation physique des mbër (mot wolof désignant les lutteurs), le cortège des marabouts accompagnant les athlètes dans l'arène de la compétition, viennent cristalliser des prières salvatrices censées donner la victoire à son protégé qui arbore des gris-gris (talisman), de même que des prises de bains rituels. Avant chaque affrontement, le bërekat se livre au bàkk) qui consiste à chanter ses prouesses en vue d'intimider l'adversaire et de séduire son public en dansant au rythme du tam-tam. Chants, également entonnés par les griots et griottes attitrés, qu'on appelle alors « ndawràbbin ».
Il convient aussi de clairement distinguer les modalités traditionnelles des diverses formes historiques de la lutte sénégalaise d'avec sa pratique moderne aussi dite "Lutte Africaine". Cette dernière résulte d'un effort d'unification destiné à permettre aux diverses ethnies de se rencontrer au moyen d'un style unifié ; ce style de synthèse est retenu pour les Jeux de la Francophonie (Nice, début septembre 2013). Ce nouveau style intègre lui aussi un rituel spécifique. Ni cette création d'une lutte moderne, ni les rituels adoptés ne s'opposent aux formes traditionnelles de pratique. Il s'agit d'une harmonisation nouvelle, amplement aidée par la CONFEJES qui a assuré l'édition de deux ouvrages coordonnés par Frédéric Rubio. L'un porte sur les divers styles de lutte et sur les divers lutteurs qui ont conduit le travail pour un premier recueil de donnée sur les luttes africaines. L'autre est un aboutissement permettant de poser les bases d'un style de synthèse permettant d'ouvrir la pratique à l'ensemble des femmes et des hommes et des enfants de toutes les nations.

## Règles
Le règlement est très rigoureux et complexe. Il est appliqué par trois juges arbitres.
Un combat dure deux fois dix minutes et peut comporter des prolongations. Les lutteurs combattent à mains nues et sans aucune autre protection, excepté le protège dentaire. Le combat se termine dès qu'il y a une chute d'un des lutteurs. On considère qu'il y a chute lorsque la tête, les fesses ou le dos du lutteur touchent le sol ou qu'il y a quatre appuis (deux mains et deux genoux) sur le sol. La victoire peut aussi être attribuée à un lutteur lorsque son adversaire ne présente plus les conditions physiques ou médicales aptes à la lutte.

## Quelques champions
- Balla Beye 1 (années 80-90)
- Bala Bèye 2 (années 90-2010)
- Balla Gaye 2[12]
- Falaye Baldé (années 60-70)
- Bombardier (Serigne Ousmane Dia)[13]

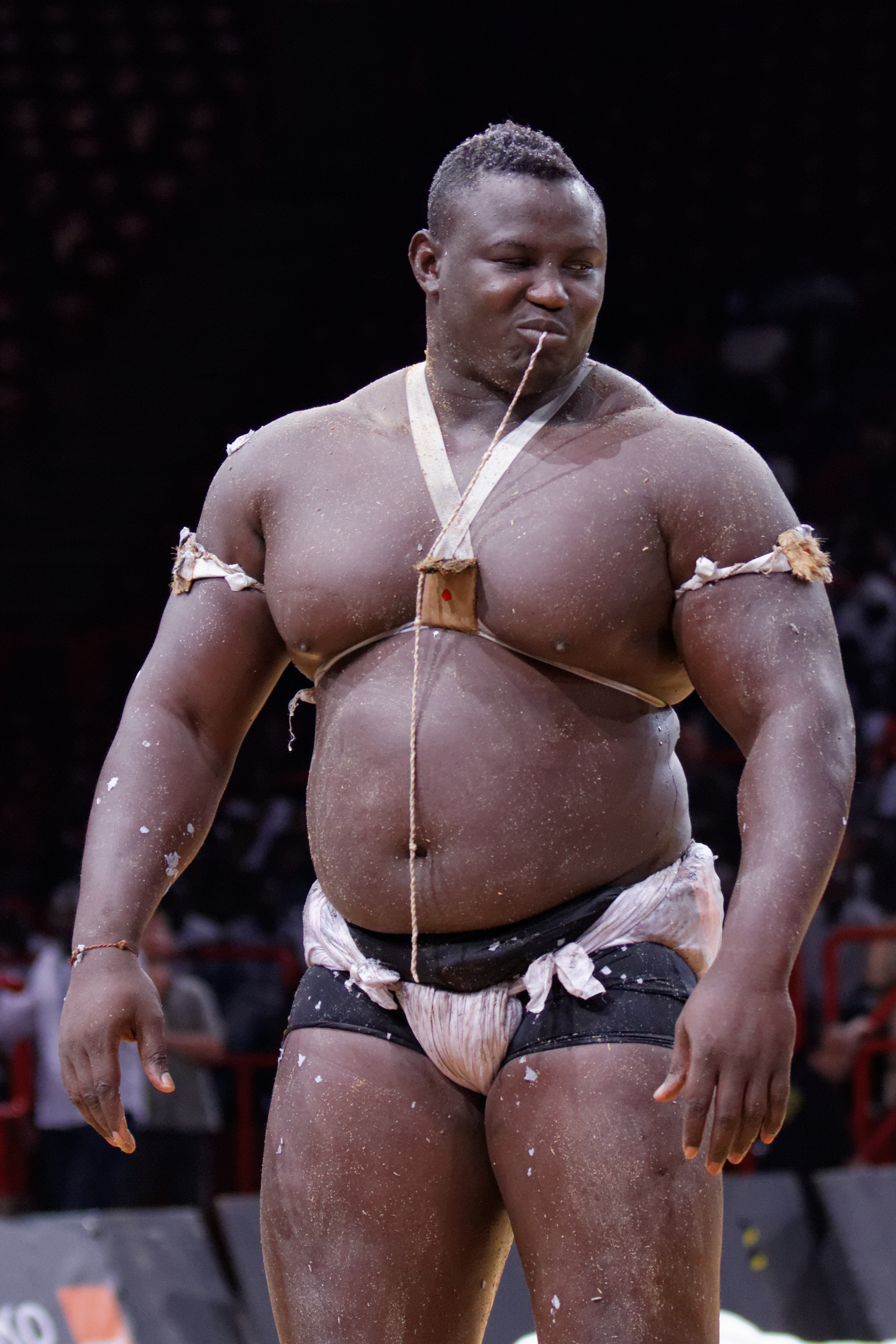
Bombardier, roi des arènes en 2002-2004 et 2014-2018.

- Robert Diouf (Mohamed Ndiaye) (années 60-70)
- Mbaye Guèye (années 70-80)
- Moustapha Guèye (années 90-2000)
- Eumeu Sène
- Gris Bordeaux (Ibrahima Dione)
- Lac de Guiers 2
- Papa Kane (années 70-80)
- Boy Bambara (années 70-80)
- Double Less (années 70-80)
- Tyson (Mouhamed Ndao) (années 90-2010)
- Yékini (Yakhya Diop) (années 90-2010) [14]
- Amadou Papis Konez (années 2000)
- Zale Lo (années 90-2010)
- Modou Lô[15]
- Pape Diop, ancien Champion d'Afrique (années 70-80)
- Mor Fadam (années 80-2000)
- Bounama Touré (Toubabou Dior) (années 80-2000)
- Manga 2 (années 70-80)

## Compétitions

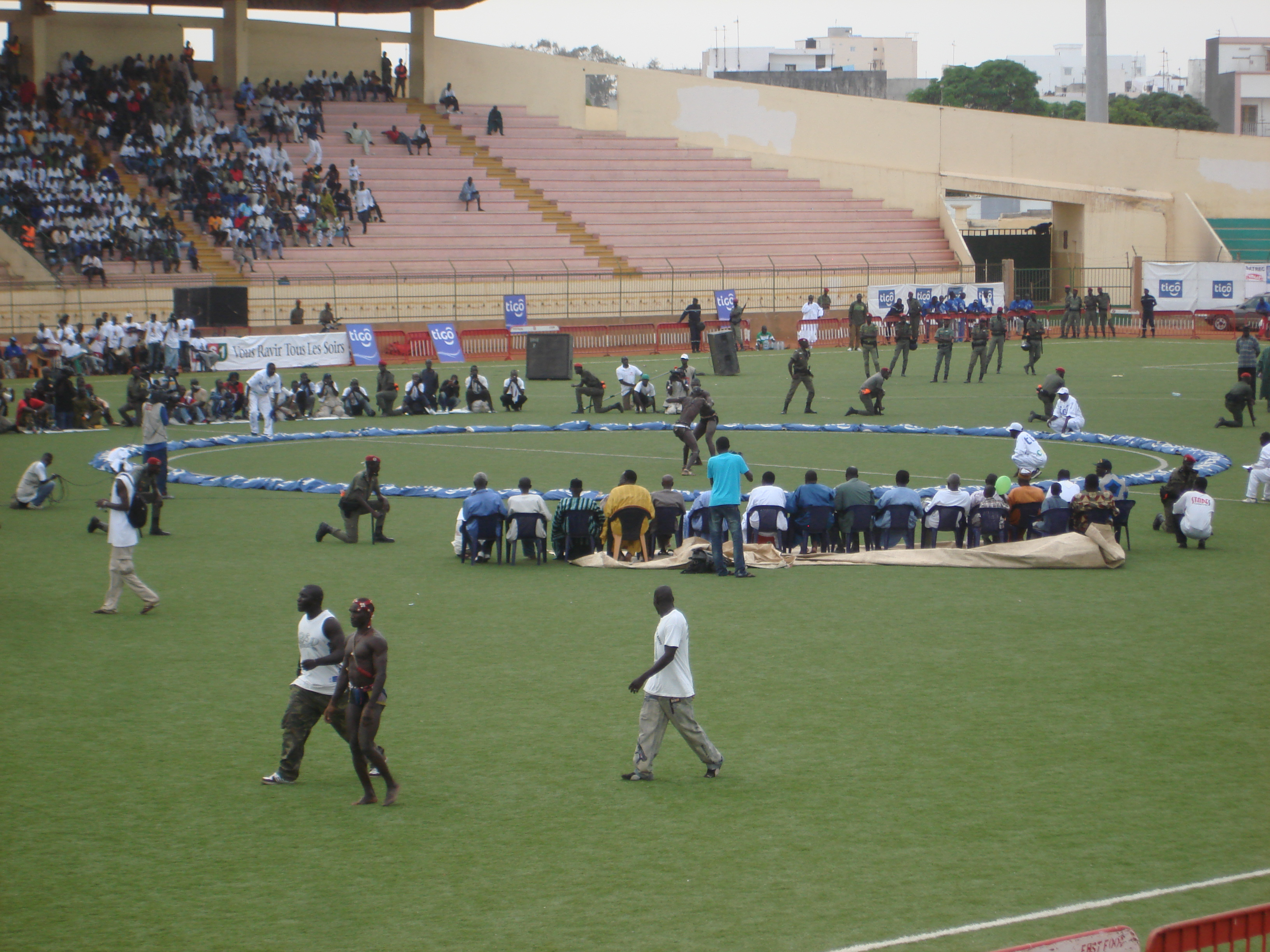
Combat au stade Demba Diop de Dakar.

Les combats ont lieu tout au long de l'année, généralement le samedi ou le dimanche, notamment dans le Stade Demba Diop. Les rencontres les plus populaires se déroulent le 1er janvier au Stade Léopold-Sédar-Senghor de Dakar et le 4 avril, jour de la fête de l'indépendance du Sénégal.

## Roi des Arènes
En 1986 la fédération de lutte sénégalaise a organisé une compétition avec pour enjeu le titre officiel de roi des arènes.
La finale avait vu la victoire de Manga 2 sur Mor Fadam.
Le titre impliquait des obligations, notamment celle d'être défendu au moins trois fois par saison.
Manga 2 l'a ainsi défendu jusqu'à sa première retraite en 1990.
Par la suite aucune organisation étatique n'a plus attribué ce titre.
À son retour en compétition Manga 2 a continué à se prévaloir du titre. Cependant sa valeur n'était qu'officieuse.
On peut néanmoins voir un certain consensus au sein des amateurs de lutte et de la presse pour donner une valeur à ce titre.
- 1986-1999 Manga 2

- 1999-2002 Tyson

- 2002-2004 Bombardier

- 2004-2012 Yekini[16]

- 2012-2014 Balla Gaye 2

- 2014-2018 Bombardier
- 2018-2019 Eumeu Sene
- 2019-Actualité Modou Lo

## Philatélie
Albert Decaris a créé pour les Postes sénégalaises un timbre « Luttes africaines ».

### Filmographie
- Cheikh Ndiaye, L'Appel des arènes, 2005
- Paulin Soumanou Vieyra, Lamb, 1963
- Momar Thiam, La Lutte casamançaise, 1968
- Yekini Yakhya Diop, Interieur sport, reportage long métrage, 2010